# Forte delle Salettes
Il forte delle Salettes (Fort des Salettes in lingua francese) è una fortezza eretta sopra l'abitato della città francese di Briançon, a difesa del confine francese con l'Italia. È situato ad un'altezza di 1538 m s.l.m. (l'altezza dell'abitato è di 1326 m) e domina la via che conduce al colle del Monginevro dal lato francese dello spartiacque delle Alpi Cozie.
Svolge la sua funzione in abbinamento ai forti delle Tre Teste e del Randouillet. e del Dauphin,

## Storia
Concepito dal Vauban durante la sua prima visita a Briançon nel 1692, fu da lui progettato e poi realizzato fra il 1709 e il 1712. Destinato inizialmente ad ospitare una guarnigione militare a difesa della via per l'Italia, nel 1840 venne trasformato in postazione d'artiglieria, con l'aggiunta di casematte, bastioni e un fossato esterno. 
Oggi ha soltanto funzione turistica ed è classificato Monumento storico di Francia dal 1989. Nel 2008 ha ottenuto dall'UNESCO, con il forte Tre Teste, quello di Randouillet, il ponte d'Asfeld e le mura fortificate di cinta al centro storico di Briançon, la classificazione come Patrimonio dell'umanità, insieme ad altre fortificazioni progettate dal Vauban lungo i confini francesi.